# Cássio Motta
Cássio Motta (* 22. Februar 1960 in São Paulo) ist ein ehemaliger brasilianischer Tennisspieler.

## Leben
Motta war schon auf der ITF Junior Tour aktiv und spielte dort drei Junior-Grand-Slam-Turniere, wobei das Erreichen des Viertelfinals 1978 bei den French Open sein bestes Resultat war.
Motta wurde 1979 Tennisprofi und konnte noch im selben Jahr an der Seite seines Landsmannes Carlos Kirmayr in Madrid seinen ersten Doppeltitel auf der ATP Tour erringen. Bis 1983 spielten sie zusammen und gewannen drei weitere Doppeltitel, fünf weitere Male standen sie in einem Finale. Danach war Motta mit verschiedenen Partnern erfolgreich. Insgesamt gewann er in seiner Karriere zehn Doppeltitel. Sein einziges Endspiel im Einzel erreichte er 1987 beim Turnier in Guarujá; er unterlag dort seinem Doppelpartner Luiz Mattar, mit dem er das Turnier im Doppel gewann. Seine höchsten Notierungen in der ATP-Weltrangliste erreichte er 1986 mit Position 48 im Einzel und 1983 mit Position 4 im Doppel.
Sein bestes Abschneiden bei einem Grand-Slam-Turnier im Einzel erzielte er mit der dritten Runde bei den French Open und in Wimbledon. In der Doppelkonkurrenz stieß er zwei Mal ins Halbfinale der French Open vor. Zudem stand er 1982 mit Cláudia Monteiro im Mixed-Finale der French Open, in dem sie John Lloyd und Wendy Turnbull unterlagen.
Motta spielte zwischen 1978 und 1993 29 Einzel- und 20 Doppelpartien für die brasilianische Davis-Cup-Mannschaft. Sein größter Erfolg mit der Mannschaft war der Einzug 1992 ins Halbfinale der Weltgruppe, wobei er jeweils im Doppel zum Einsatz kam. An der Seite von Fernando Roese gewann er gegen Boris Becker und Eric Jelen in der ersten Runde sowie gegen Omar Camporese und Diego Nargiso im Viertelfinale. Bei der 0:5-Halbfinalniederlage gegen die Schweiz unterlagen sie Jakob Hlasek und Marc Rosset glatt in drei Sätzen.

## Erfolge
| Legende                                               |
| Grand Slam                                            |
| Tennis Masters Cup                                    |
| ATP Masters Series                                    |
| ATP Championship Series ATP International Series Gold |
| Grand Prix ATP International Series (10)              |
| ATP Challenger Series (17)                            |

| ATP-Titel nach Belag |
| -------------------- |
| Hartplatz (1)        |
| Sand (9)             |
| Rasen (0)            |
| Teppich (0)          |

### Einzel

#### Turniersiege
| Nr. | Datum             | Turnier          | Belag     | Finalgegner     | Ergebnis      |
| --- | ----------------- | ---------------- | --------- | --------------- | ------------- |
| 1.  | 2. Februar 1986   | Guarujá          | Sand      | Carlos Kirmayr  | 6:1, 1:6, 6:1 |
| 2.  | 7. Dezember 1986  | Rio de Janeiro   | Hartplatz | Carlos Kirmayr  | 6:2, 6:3      |
| 3.  | 31. Juli 1988     | Campos do Jordão | Hartplatz | Fernando Roese  | 6:4, 4:6, 6:2 |
| 4.  | 11. Dezember 1988 | São Paulo (1)    | Sand      | Guillermo Rivas | 6:2, 6:2      |
| 5.  | 19. August 1990   | Brasília         | Hartplatz | Jaime Oncins    | 7:6, 6:4      |
| 6.  | 24. November 1991 | São Paulo (2)    | Sand      | Fernando Roese  | 6:4, 6:3      |

#### Finalteilnahmen
| Nr. | Datum           | Turnier | Belag | Finalgegner | Ergebnis      |
| --- | --------------- | ------- | ----- | ----------- | ------------- |
| 1.  | 1. Februar 1987 | Guarujá | Sand  | Luiz Mattar | 3:6, 7:5, 2:6 |

### Doppel

#### Turniersiege

##### ATP Tour
| Nr. | Datum              | Turnier    | Belag | Partner        | Finalgegner                     | Ergebnis      |
| --- | ------------------ | ---------- | ----- | -------------- | ------------------------------- | ------------- |
| 1.  | 24. September 1979 | Madrid     | Sand  | Carlos Kirmayr | Robin Drysdale John Feaver      | 7:6, 6:4      |
| 2.  | 7. Juni 1982       | Venedig    | Sand  | Carlos Kirmayr | José Luis Clerc Ilie Năstase    | 6:4, 6:2      |
| 3.  | 15. November 1982  | São Paulo  | Sand  | Carlos Kirmayr | Peter McNamara Ferdi Taygan     | 6:3, 6:1      |
| 4.  | 4. April 1983      | Lissabon   | Sand  | Carlos Kirmayr | Pavel Složil Ferdi Taygan       | 7:5, 6:4      |
| 5.  | 11. Juli 1983      | Boston     | Sand  | Mark Dickson   | Hans Gildemeister Belus Prajoux | 7:5, 6:3      |
| 6.  | 18. Juli 1983      | Washington | Sand  | Mark Dickson   | Paul McNamee Ferdi Taygan       | 6:2, 1:6, 6:4 |
| 7.  | 22. April 1985     | Marbella   | Sand  | Andrés Gómez   | Loïc Courteau Michiel Schapers  | 6:1, 6:1      |
| 8.  | 26. Januar 1987    | Guarujá    | Hard  | Luiz Mattar    | Martin Hipp Tore Meinecke       | 7:6, 6:1      |
| 9.  | 10. Juli 1989      | Gstaad     | Sand  | Todd Witsken   | Petr Korda Milan Šrejber        | 6:4, 6:4      |
| 10. | 29. April 1991     | Madrid     | Sand  | Gustavo Luza   | Luiz Mattar Jaime Oncins        | 6:0, 7:5      |

##### ATP Challenger Tour
| Nr. | Datum             | Turnier            | Belag | Partner        | Finalgegner                         | Ergebnis      |
| --- | ----------------- | ------------------ | ----- | -------------- | ----------------------------------- | ------------- |
| 1.  | 12. August 1979   | Ribeirão Preto     | Sand  | Ney Keller     | Thomaz Koch Belus Prajoux           | 4:6, 7:6, 7:5 |
| 2.  | 24. August 1980   | Rio de Janeiro (1) | Sand  | Ricardo Cano   | Alejandro Ganzábal Gustavo Guerrero | 6:4, 6:4      |
| 3.  | 13. April 1981    | Curitiba           | Sand  | Carlos Kirmayr | José Luis Damiani Thomaz Koch       | 7:6, 6:4      |
| 4.  | 30. November 1981 | Bahia (1)          | Sand  | Carlos Kirmayr | Pat DuPré Mel Purcell               | 7:6, 6:4      |
| 5.  | 17. November 1985 | São Paulo (1)      | Sand  | Carlos Kirmayr | Ney Keller Mauro Menezes            | 6:4, 3:6, 7:6 |
| 6.  | 2. Februar 1986   | Guarujá            | Sand  | Carlos Kirmayr | Alejandro Ganzábal Raúl Viver       | 7:6, 4:6, 6:3 |
| 7.  | 16. März 1986     | Rio de Janeiro     | Sand  | Carlos Kirmayr | Givaldo Barbosa Edvaldo Oliveira    | 7:5, 6:4      |
| 8.  | 5. November 1989  | Bahia (2)          | Sand  | Javier Frana   | Sergio Casal Javier Sánchez         | 6:4, 6:2      |
| 9.  | 10. Dezember 1989 | São Paulo (2)      | Sand  | Luiz Mattar    | Juan Pino Mario Tabares             | 7:5, 6:2      |
| 10. | 12. August 1990   | São Paulo (3)      | Sand  | Javier Frana   | João Zwetsch Gabriel Markus         | 6:3, 3:6, 6:1 |
| 11. | 23. August 1992   | São Paulo (4)      | Sand  | Pablo Albano   | João Cunha e Silva Nicolás Pereira  | kampflos      |

#### Finalteilnahmen
| Nr. | Datum              | Turnier       | Belag         | Partner           | Finalgegner                      | Ergebnis      |
| --- | ------------------ | ------------- | ------------- | ----------------- | -------------------------------- | ------------- |
| 1.  | 10. Oktober 1979   | Barcelona (1) | Sand          | Carlos Kirmayr    | Paolo Bertolucci Adriano Panatta | 4:6, 3:6      |
| 2.  | 14. Juni 1981      | Brüssel       | Sand          | Carlos Kirmayr    | Ricardo Cano Andrés Gómez        | 2:6, 2:6      |
| 3.  | 24. Januar 1982    | Guarujá (1)   | Hartplatz     | Carlos Kirmayr    | Kim Warwick Phil Dent            | 7:6, 2:6, 3:6 |
| 4.  | 10. Oktober 1982   | Barcelona (2) | Sand          | Carlos Kirmayr    | Anders Järryd Hans Simonsson     | 3:6, 2:6      |
| 5.  | 1. August 1983     | Indianapolis  | Sand          | Carlos Kirmayr    | Mark Edmondson Sherwood Stewart  | 3:6, 2:6      |
| 6.  | 15. August 1983    | Cincinnati    | Hartplatz     | Carlos Kirmayr    | Victor Amaya Tim Gullikson       | 4:6, 3:6      |
| 7.  | 23. Oktober 1983   | Wien          | Hartplatz (i) | Marcos Hocevar    | Stan Smith Mel Purcell           | 3:6, 4:6      |
| 8.  | 5. August 1984     | North Conway  | Sand          | Blaine Willenborg | Brian Gottfried Tomáš Šmíd       | 4:6, 2:6      |
| 9.  | 22. September 1985 | Genf          | Sand          | Carlos Kirmayr    | Sergio Casal Emilio Sánchez      | 4:6, 6:4, 5:7 |
| 10. | 11. Februar 1990   | Guarujá (2)   | Hartplatz     | Luiz Mattar       | Javier Frana Gustavo Luza        | 6:7, 6:7      |
| 11. | 25. März 1990      | Miami         | Hartplatz     | Boris Becker      | Rick Leach Jim Pugh              | 4:6, 6:3, 3:6 |
| 12. | 12. Mai 1991       | Hamburg       | Sand          | Danie Visser      | Sergio Casal Emilio Sánchez      | 6:4, 3:6, 2:6 |
| 13. | 10. November 1991  | São Paulo     | Hartplatz     | Jorge Lozano      | Andrés Gómez Jaime Oncins        | 5:7, 4:6      |